# Гвідо Гольцкнехт

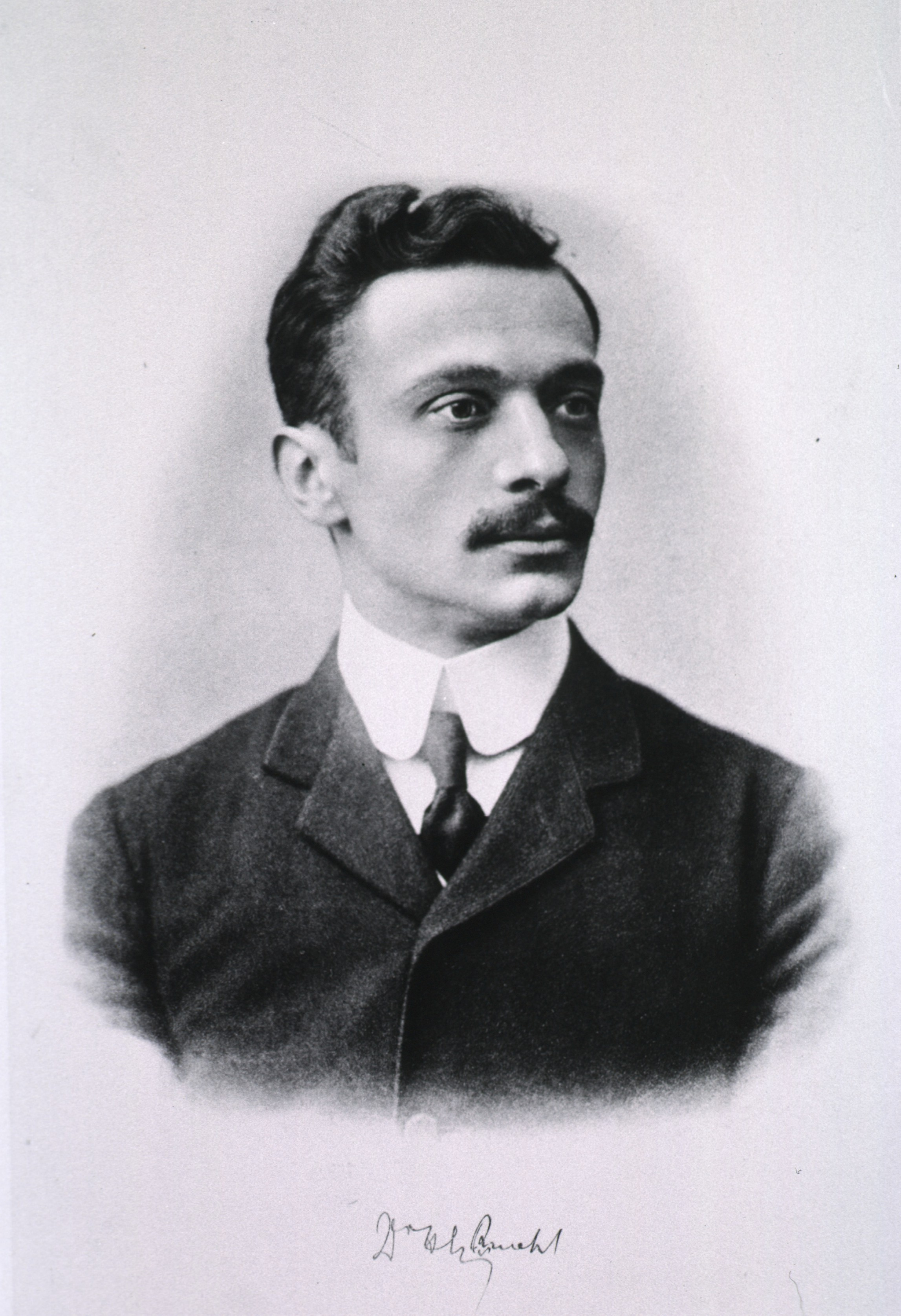

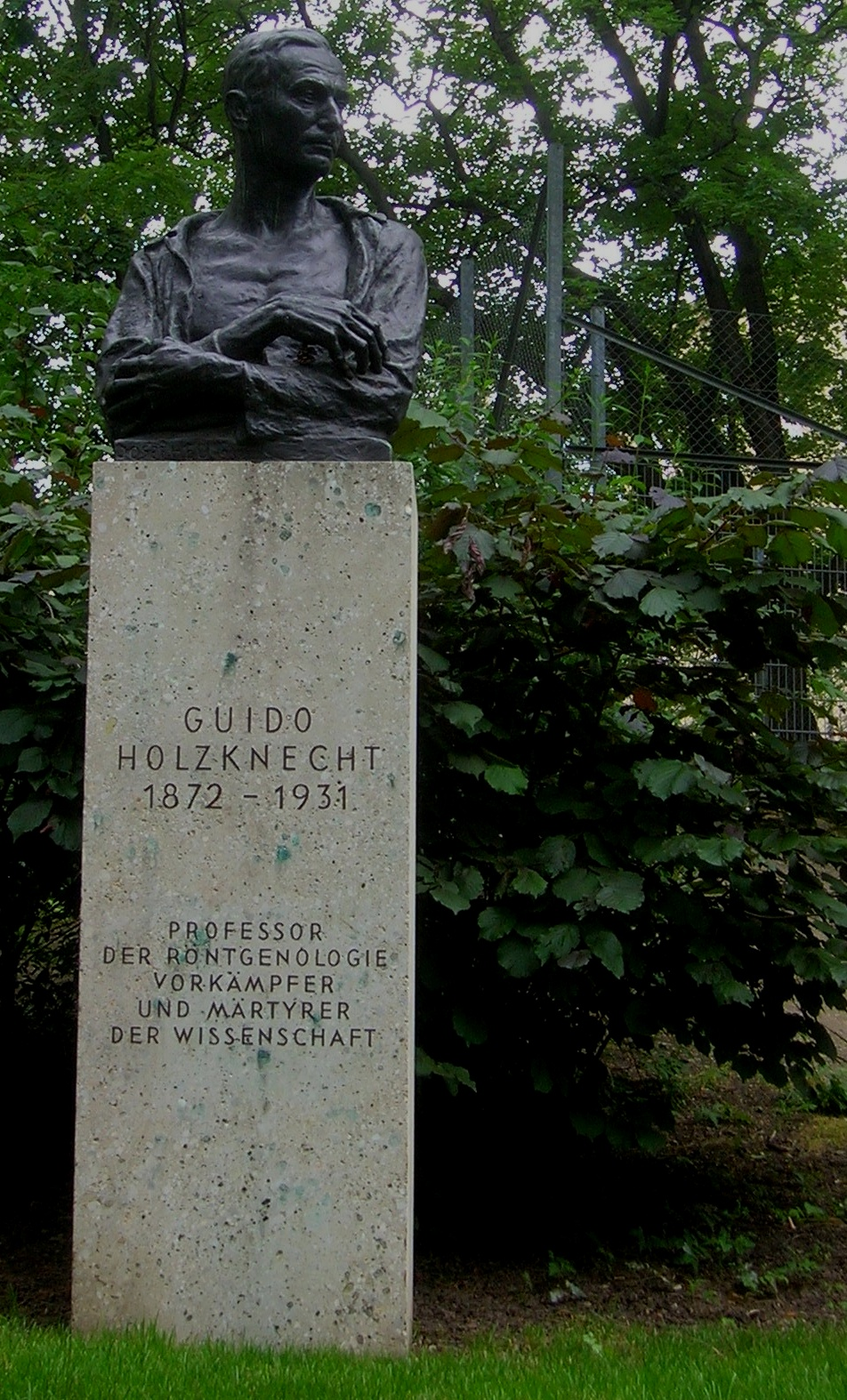
Бюст у Відні

Гвідо Гольцкнехт (3 грудня 1872 – 30 жовтня 1931) — австрійський радіолог, уродженець Відня.
Він навчався в Страсбурзі, Кенігсберзі та Відні, а в 1905 році став директором рентгенівської лабораторії у Віденській загальній лікарні. Пізніше він створив у лікарні центральне радіологічне відділення, яке стало відоме як Інститут Гвідо Гольцкнехта. Разом із радіологом Робертом Кінбеком (1871–1953) він був співзасновником Wiener Röntgengesellschaft (Віденського радіологічного товариства).
Статую Гольцкнехта в парку Арне Карлссона створив Йозеф Джозефу. Статуя була пошкоджена під час Другої світової війни, пізніше її неправильно відреставрували. Родина доручила Джозефу показати втрачені пальці, які Гольцкнехт втратив через радіаційне отруєння. На відреставрованій статуї всі його пальці не пошкоджені. Крім того, підпис на відреставрованій статуї був зроблений Йозефом Геу, який не був скульптором - з помилкою в написанні імені оригінального художника.
Гвідо Гольцкнехт був піонером радіології. У 1902 році він винайшов кольоровий дозиметр (відомий як «хромадіометр») для виявлення та вимірювання рентгенівського випромінювання. Як і багато інших лікарів на початку радіології, він помер від наслідків радіаційного отруєння в жовтні 1931 року у віці 58 років. Його кремували в Feuerhalle Simmering, де також похований його прах.
Гольцкнехт приєднався до Віденського психоаналітичного товариства в 1910 році. Пізніше він також лікував Зигмунда Фрейда, зробивши невдалу спробу допоміжного опромінення плоскоклітинної карциноми ротової порожнини Фрейда (від якої Фрейд зрештою піддався).
Його ім’я включено до Пам’ятника рентгенівським і радієвим мученикам усіх народів, встановленого в Гамбурзі, Німеччина, у 1936 році.

## Пов'язаний епонім
- Простір Гольцкнехта, також відомий як ретрокардіальний простір.[2] Він розташований між задньою стінкою серця і хребетним стовпом.

## Вибрані твори

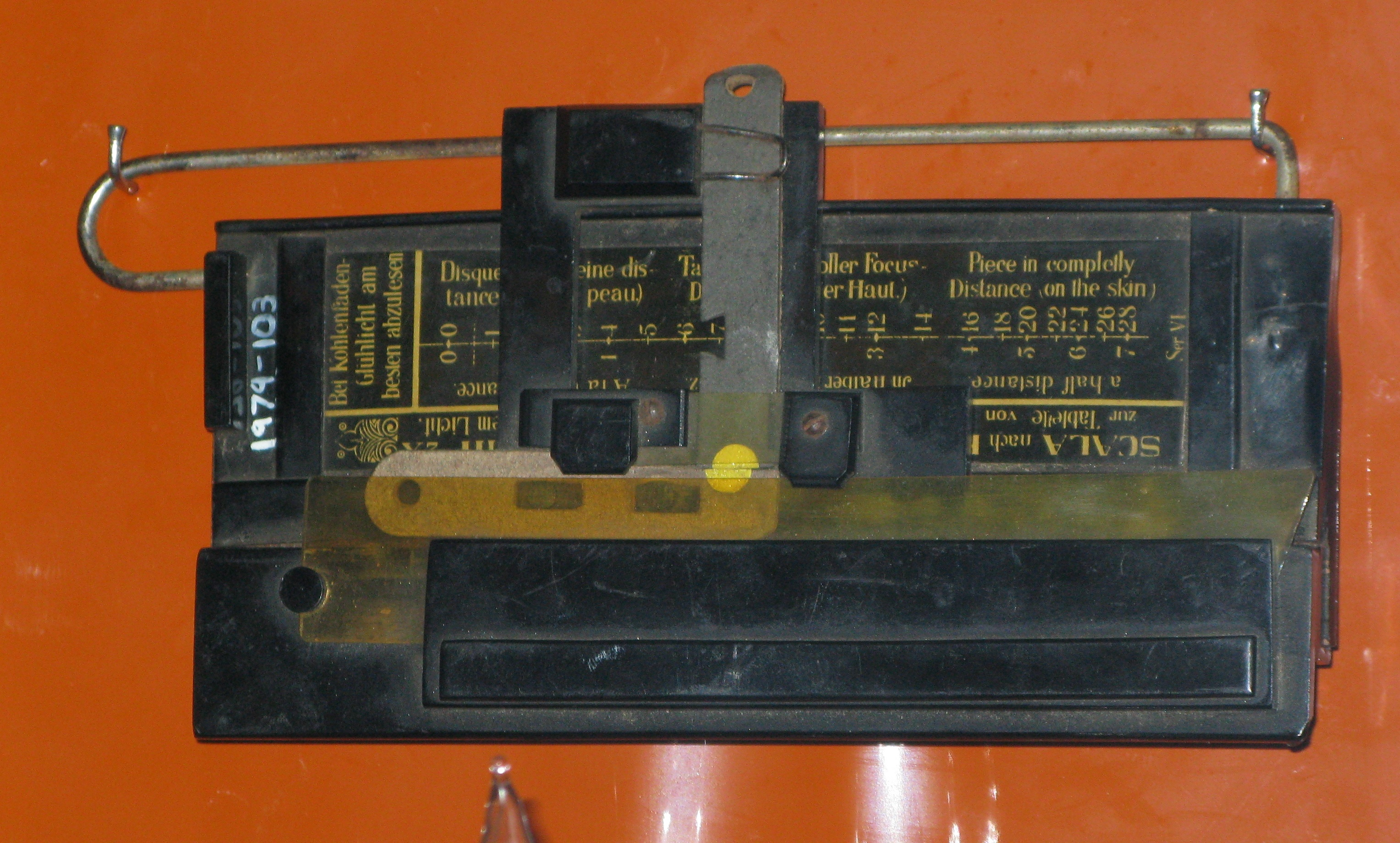
Хромадіометр Гольцкнехта

- Röntgenologische Diagnostik der Erkrankung der Brusteingeweide (Радіологічна діагностика раку молочної залози), 1901 р.
- Röntgendiagnostik des Magenkrebses (1905).
- Рентгенологія, 2 т. , (Радіологія) 1918/1924
- Röntgentherapie (рентгенівська терапія) 1924 рік
- Einstellung zur Röntgenologie, (Ставлення до радіології) 1927
- Handbuch der theoretischen und klinischen Röntgenkunde, 2 томи, (Довідник з теоретичних і клінічних рентгенологічних досліджень), (1929).